# 自由与正义党 (埃及)
自由与正义党（阿拉伯语： حزب الحرية والعدالة, Ḥizb al-ḥurriya wa al-’adala），是埃及的一个伊斯兰政党。该党由埃及的穆斯林兄弟会于2011年4月组建而成，曾是埃及影响力最大的政党，埃及国会中的第一大党。

## 历史
2011年埃及革命后，穆斯林兄弟会于同年2月21日宣布该组织将组建由穆罕默德·萨阿德·卡塔特尼所领导的自由与正义党。
2011年4月30日该党正式创建成立，同时宣布它会角逐2011-2012年埃及国会选举中的半数议席。穆爾西被任命为党主席，Essam al-Erian担任副主席，穆罕默德·萨阿德·卡塔特尼担任总书记，三人都是埃及穆兄会的高级成员。
2011年5月18日，自由與正義黨宣布推舉一位埃及基督徒知識份子拉菲克·哈比蔔擔任該黨副主席，以表明該黨對科普特人及婦女的開放態度。
根据选举结果显示，该党赢得235席成为人民议会第一大党。1月23日，该党总书记穆罕默德·萨阿德·卡塔特尼在当天举行的人民议会首次会议上，赢得503票中的399票当选为新一任议长。
2012年6月17日，自由与正义党主席穆罕默德·穆尔西在2012年总统选举中击败前总理艾哈迈德·沙菲克，成为埃及史上首位民主选举产生的总统。
2013年7月3日，埃及軍方發動政變推翻穆爾西政府。2013年10月9日，穆斯林兄弟会被埃及当局正式解散。2014年8月9日，埃及當局解散自由与正义党。

## 政治立场
该党不贊同妇女或科普特人担任總統，但表示不反對他們擔任其他政府職位，包括敏感領導職位。它支持自由市场经济，但反對壟斷。它希望旅游业能成为本国的第一大收入来源。它未来执政的基础是伊斯兰教法，Essam al-Arian说“但是要保证能够被大多数埃及人接受”。该党的发言人说：「我们谈论革命中的各种口号：『自由、社会正义、平等』，所有这些观点在伊斯兰教法里都可以找到」。所有认同该党理念的埃及人都可以加入它。
穆兄会二号人物、执委会主席古兹兰在开罗市郊穆兄会总部接受中国记者专访时表示：穆兄会上台后，埃及必须要结束长期以来军队干政的情况，让军队保家卫国而非干政。未来的国防部长将是文职的，军队必须接受文人政府的领导；将彻底关闭酒吧，不允许饮酒，禁止肚皮舞表演；宗教是制定政策的基础和信念，但不是统治的基础，反对政策宗教化，不会走伊朗的神权政治之路。自由与正义党作为一个政治性党派，不会让政治宗教化，而是着眼于教育、经济、政治等国家建设的各个领域。